# Arrondissement de P'yŏngch'ŏn

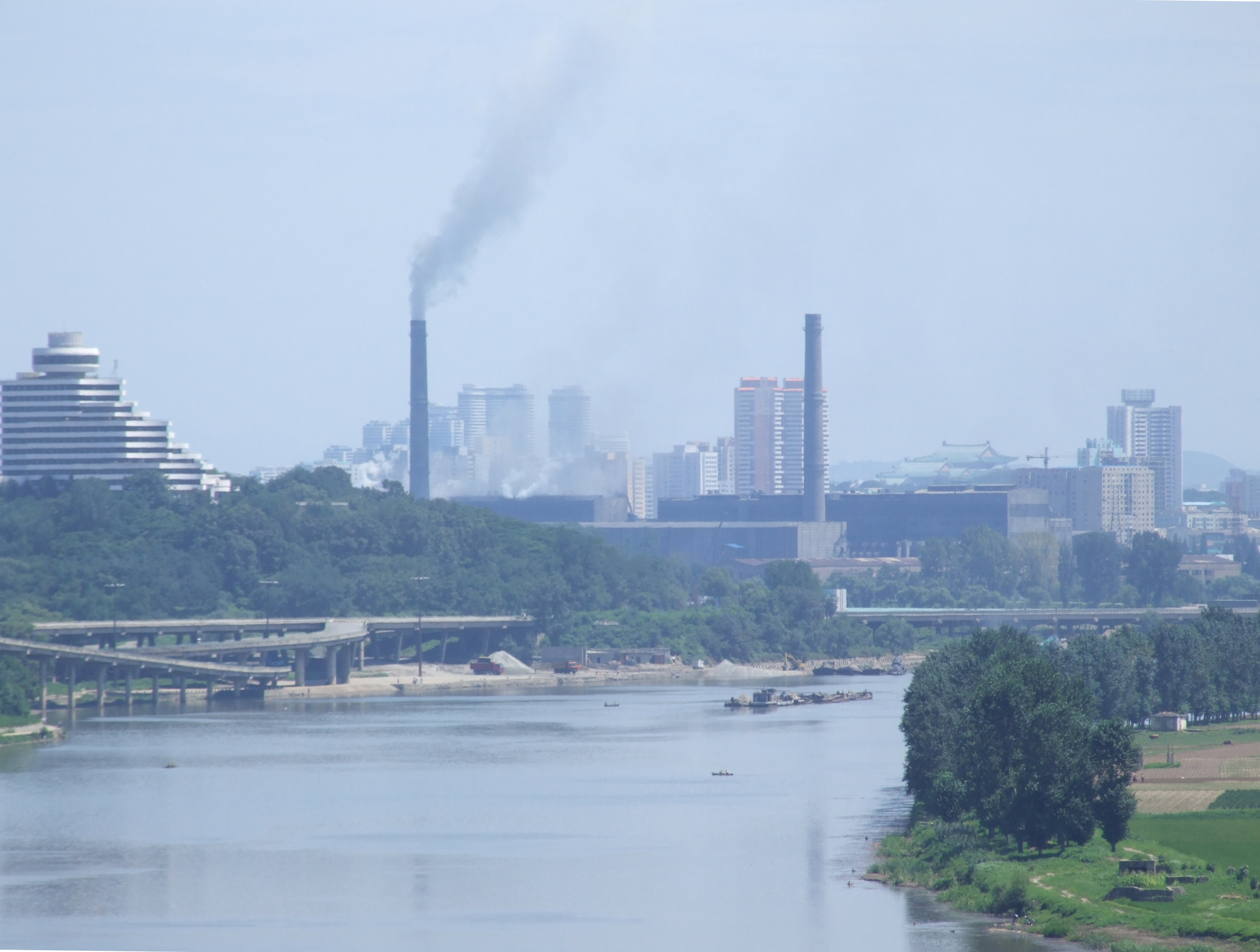
Centrale thermique de Pyongchon(Coline Mangyong)

P'yŏngch'ŏn-guyŏk, ou Arrondissement de P'yŏngch'ŏn (Hangeul: 평천구역; Hanja: 平川區域) est l'un des 19 guyŏk (ou arrondissements) de l'agglomération de Pyongyang.

## Géographie
L'arrondissement de Pyongchon est situé à l'ouest de l'agglomération de Pyongyang, au confluent entre la rivière Potong et le fleuve Taedong et est entouré des arrondissements de Rakrang (Hangeul: 락랑구역; Hanja:樂浪區域) au sud (avec lequel il est délimité par le fleuve Taedong), du Centre (Hangeul: 중구역; Hanja: 中區域) à l'est, de la Rivière Potong (Hangeul: 보통강구역; Hanja: 普通江區域) et l'Arrondissement de Mangyongdae (Hangeul:만경대구역; Hanja: 萬景台區域) (avec lequel il est délimité par la rivière Potong) à l'ouest.

## Divisions administratives
L'arrondissement de P'yŏngch'ŏn est constitué de dix-sept quartiers :
- Ansan-1 (hangeul: 안산 1동 (hanja: 鞍山 1洞), anciennement Tosong (hangeul:토성동 hanja:土城洞), 조선8.28무역총회사, 조선금강무역회사, 조선대흥무역회사, 조선연풍무역회사, 조선옥류련합회사, 조선인흥무역상사, 조선진명무역회사
- Ansan-2 (hangeul: 안산 2동 (hanja: 鞍山 2洞), anciennement Tosong (hangeul:토성동 hanja:土城洞)
- Chongpyong (hangeul: 정평동 (hanja: 井平洞), où se trouve notamment la Société 27 avril (Hangeul: 4.27회사), 만수대 해외개발회사그룹, 조선부흥무역회사
- Haeun-1 (hangeul: 해운 1동 (hanja: 海運 1洞)
- Haeun-2 (hangeul: 해운 2동 (hanja: 海運 2洞)
- Kansong (hangeul: 간성동 (hanja: 干城洞), 조선무관세회사, 조선칠보산무역회사
- Ponghak (hangeul: 봉학동 (hanja: 鳳鶴洞), 조선새별무역회사
- Pongji (hangeul: 봉지동 (hanja: 鳳池洞)
- Pongnam (hangeul: 봉남동 (hanja: 鳳南洞)
- Puksong-1 ou Forteresse du Nord-1 (hangeul: 북성 1동 (hanja: 北城 1洞)
- Puksong-2 ou Forteresse du Nord-2 (hangeul: 북성 2동 (hanja: 北城 2洞), 조선북성무역회사
- Pyongchon-1 (hangeul: 평천 1동 (hanja: 平川 1洞)
- Pyongchon-2 (hangeul: 평천 2동 (hanja: 平川 2洞)
- Ryukkyo-1 (hangeul: 륙교 1동 (hanja: 陸橋 1洞)
- Ryukkyo-2 (hangeul: 륙교 2동 (hanja: 陸橋 2洞)
- Saemaul-1 ou Nouveau Quartier-1 (hangeul: 새마을 1동 (hanja: 새마을 1洞), où se trouve notamment l'Usine des produits alimentaires pour enfants de Pyongyang (Hangeul: 평양어린이식료품공장), 조선삼각주무역회사, 조선평천무역회사
- Saemaul-2 ou Nouveau Quartier-2 (hangeul: 새마을 2동 (hanja: 새마을 2洞)

## Personnages célèbres
- Kim Chang Son (Hangeul: 김창선), secrétaire en chef du comité du Parti du Travail de Corée (PTC) de l'arrondissement de Pyongchon.
- An Pil Heum (Hangeul: 안필흠), secrétaire en chef du comité du Parti du Travail de Corée (PTC) de l'arrondissement de Pyongchon.
- Na Yong So (Hangeul: 나영서), secrétaire en chef du comité du Parti du Travail de Corée (PTC) de l'arrondissement de Pyongchon.